# Wygiełzów (powiat bełchatowski)
Wygiełzów – wieś w Polsce położona w województwie łódzkim, w powiecie bełchatowskim, w gminie Zelów. 

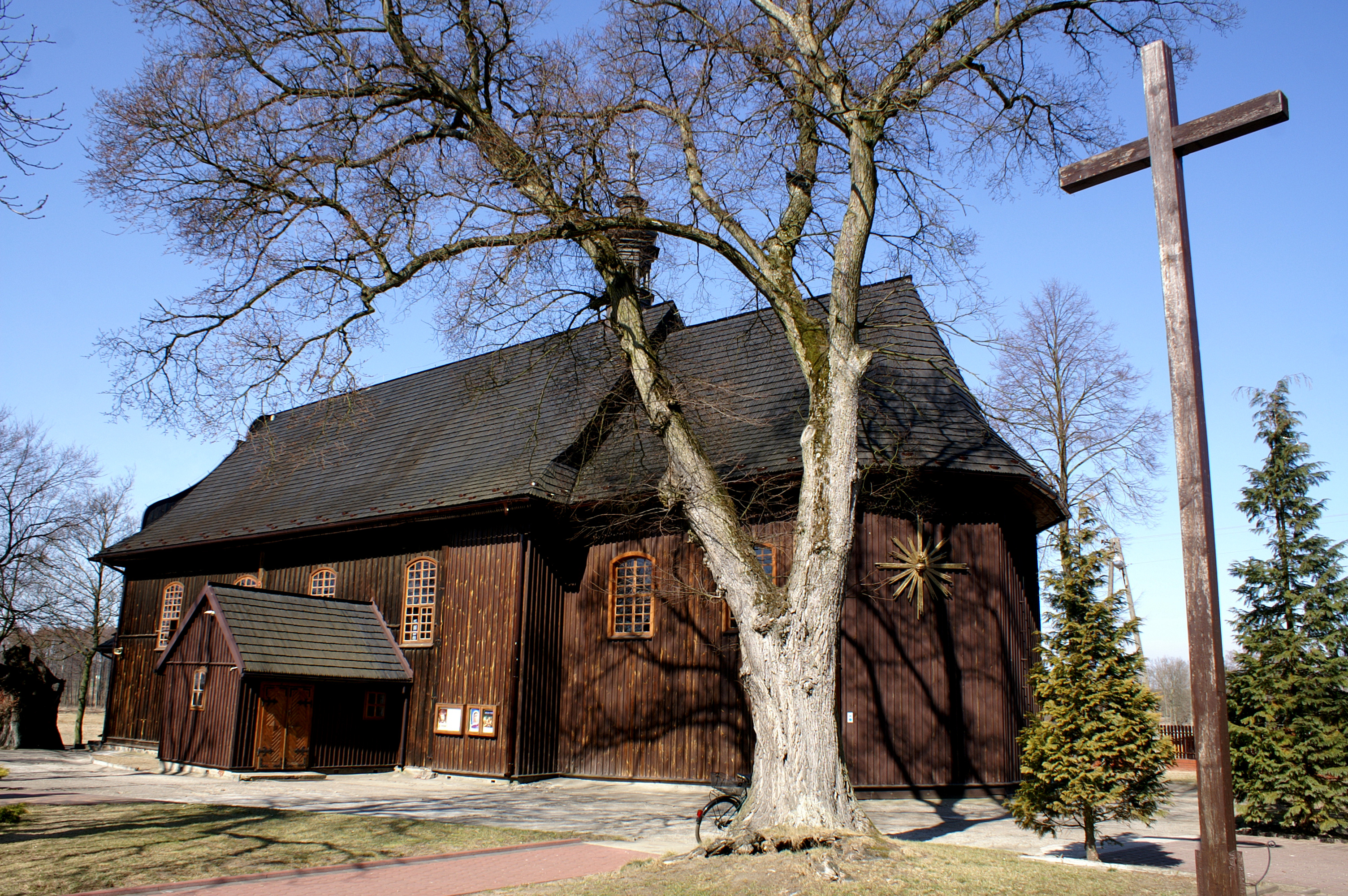
Wygiełzów, kościół parafialny

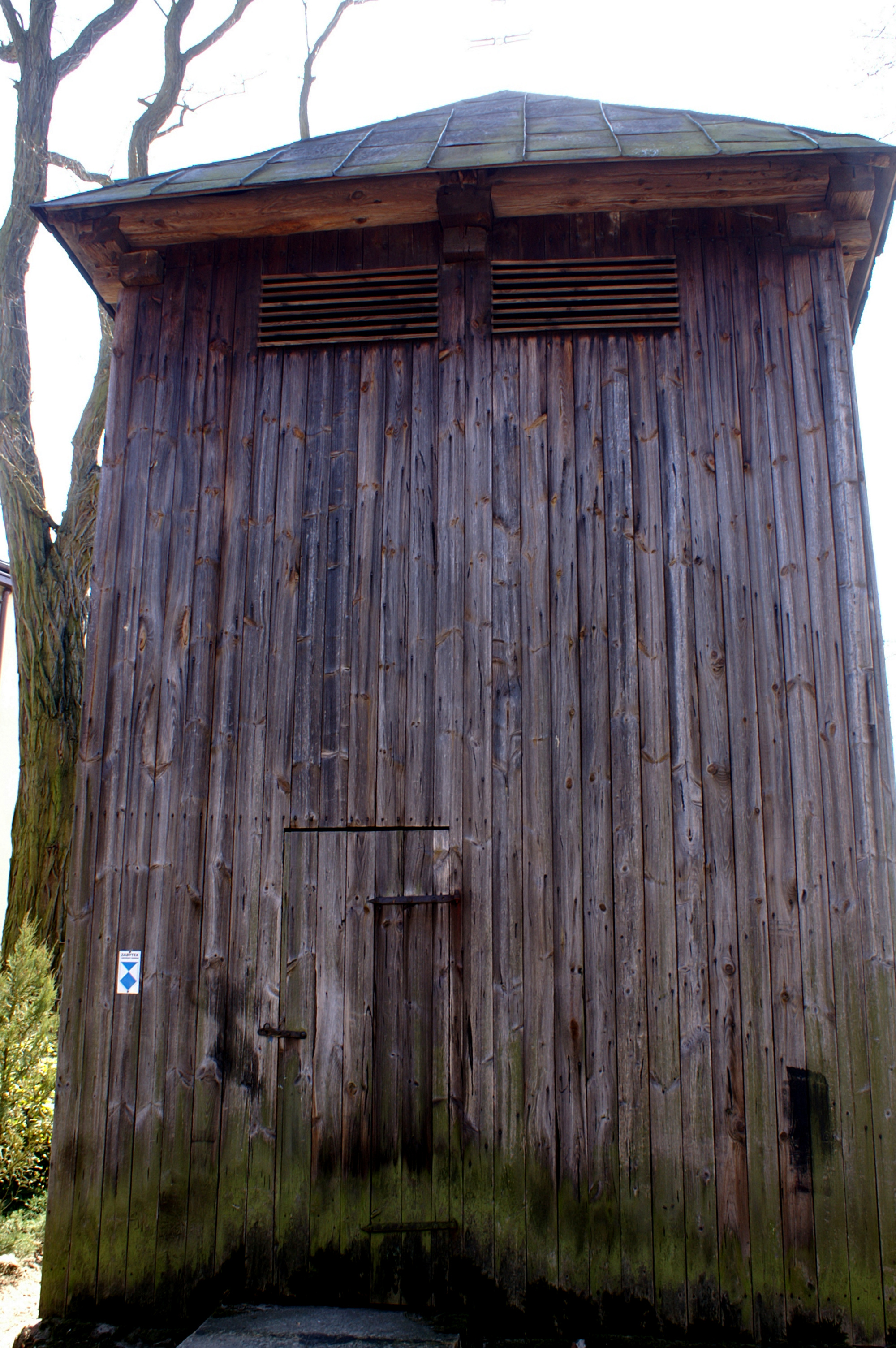
Wygiełzów, dzwonnica kościoła parafialnego

Wieś nad rzeczką Kiełbaską, przy lokalnej szosie z Siedlca do Kurowa.

## Historia
Pierwsza wzmianka z 1417 r. dot. Nicolau de Wigelzowo, 1418 r. Hedwig vel Zegothe de Wigelszowo al. Starzin, 1420 r. Johan de Caweczino, Nic... Corab de Vyel; L.B.Ł. z 1520 r. Joan Caweczki profume haer in endem Vygylzow. Powyższe zapisy sugerują, że wieś ta w XV w. była własnością Korabitów i Kaweckich według herbarza Nieseckiego herbu Wyssogota. Według akt konsystorza gnieźnieńskiego parafia istniała już w I poł. XV w. i była pw. NM Panny i Nawrócenia św. Pawła. Obecny kościół został wybudowany w 1796 r. przez właściciela Wygiełzowa Celestyna Gorczyckiego – sędziego ziemskiego sieradzkiego. Po 30 latach od wybudowania kościół, którego jedna ściana się pochyliła, wymagał gruntownego remontu. Roboty zakończono w 1844 r. Jest to kościół drewniany o konstrukcji zrębowej, orientowany, jednonawowy, z węższym prezbiterium zamkniętym wielobocznie. Strop nawy płaski, dach dwuspadowy z wieżyczką na sygnaturkę. Wewnątrz ambona, chrzcielnica i ławki barokowe. Na belce tęczowej barokowy krucyfiks. Ołtarz główny pochodzi z kościoła pijarów z Piotrkowa kupiony przez Teodora Koryckiego, w nim dwa obrazy barokowe: Pocieszenia NMP i św. Kalasantego oraz 4 rzeźby św. Obraz Pocieszenia NMP słynął łaskami i był bogato wyposażony w ozdoby i wota ze srebra. Część z nich zasiliła skarb narodowy w czasie powstań. Przed ołtarzem krypta Łykowskich. Dwa ołtarze boczne z poł. XIX w. Zabytkami z XVII w są: monstrancja wieżyczkowa, 2 kielichy mszalne, patena. Ponadto zabytkowy relikwiarz i ornaty. Przed kościołem barokowa figura św. Jana Nepomucena i drewniana dzwonnica konstrukcji słupowej. Cmentarz parafialny (ogrodzony w 1846 r.) wytyczono za ks. prob. Ig. Piaszczyńskiego. Na cmentarzu grobowce dawnej szlachty. W 1811 r. parafia liczyła 1096 dusz.
Do 1954 roku istniała gmina Wygiełzów. W latach 1975–1998 miejscowość należała administracyjnie do województwa piotrkowskiego. 

## Zabytki
Według rejestru zabytków Narodowego Instytutu Dziedzictwa na listę zabytków wpisane są obiekty:
- kościół parafialny pw. Nawiedzenia NMP, drewniany, 1796, nr rej.: 62 z 25.07.1967
- dzwonnica, drewniany, nr rej.: 442 z 25.07.1967